# 下诺切拉
下诺切拉（義大利語：Nocera Inferiore）是意大利坎帕尼亚大区的一座城市以及市镇，位处薩萊諾省圣埃吉迪奥德尔蒙泰亚尔比诺的南端、那不勒斯东南偏东方向，从那不勒斯乘坐火车约20公里的路程。

## 纪念建筑

### 巴西利卡
- 聖安妮巴西利卡（13世纪）
- 里斯本的聖安多尼巴西利卡（13世纪）

### 教堂
- 馬太教堂（10世纪）
- 聖若翰洗者教堂（12世纪）
- 米迦勒教堂（12世纪）
- 亚西西的嘉勒寺院（13世纪）
- 基督的身体教堂（16世纪）
- 安得烈修道院（16世纪）
- 巴多罗买教堂（18世纪）

### 城堡
- Castello del Parco（10世纪）

### 建筑
- Torre Guerritore（19世纪）
- Palazzo Vescovile（16世纪）
- Curia diocesana（18世纪）
- Palazzo ducale（16世纪）
- Caserma Bruno Tofano（18世纪）
- Palazzo Lanzara（17世纪）
- Palazzo del Liceo Classico（20世纪）

## 著名人物
- 維特里烏斯
- 烏爾巴諾六世
- 保罗·乔维奥
- 马里奥·库默，其父来自下诺切拉
- 吉亞馬里奥·皮斯奇特拉
- 西蒙尼·巴罗内，世界杯得奖足球球员